# Slepa postranica
Slepa postranica (znanstveno ime Niphargus) je med najpogostejšimi rodovi jamskih živali, saj živi v vseh jamskih vodah, tekočih in stoječih. Znanih je zelo veliko vrst in podvrst, samo v Dinarskem krasu menda preko 150. Zato raziskovalci menijo, da gre za izrazito prilagodljivo žival, ki se razvija skladno s svojim okoljem, kar lahko pomeni, da ima vsaka jama svojo vrsto postranice. Pa ne samo jama, saj nekatere živijo tudi v globokih jezerih in vodnjakih, celo v talnih vodah med prodom.
Vse te male rakce, ki ne merijo več kot 3 cm, prištevajo v isti rod zaradi določenih skupnih lastnosti. Predvsem je značilno njih bočno sploščeno telo, ki ga pokriva mehek oklep. Čeprav imajo nekakšne noge, se premikajo po enem ali drugem boku z zgibi oklepnih luskin, zato se jih je oprijelo ime postranica. Kakor druge jamske živali, so postranice brez vidnih organov (oči) in se hranijo z bakterijami, ki so v ilovici.
Slepa postranica je plenilec, ki napada predvsem jamske ježke. Za razliko od drugih plenilcev tu govorimo o živali, ki živi na boku, ne leti, ne teče in sploh ne vidi.

## Vrste
| - Niphargus aberrans - Niphargus ablaskiri Birstein, 1940 - Niphargus adbiptus G.Karaman, 1973 - Niphargus adei S.Karaman, 1934 - Niphargus admiraulti Chevreux - Niphargus aggtelekiensis Dudich - Niphargus alutensis Dancau, 1971 - Niphargus ambulator G.Karaman, 1975 - Niphargus anatolicus S.Karaman, 1950 - Niphargus andropus Schellenberg - Niphargus angelieri Ruffo, 1954 - Niphargus aquilex Schi?dte - Niphargus arbiter G.Karaman, 1985 - Niphargus arcanus G.Karaman, 1988 - Niphargus armatus G.Karaman, 1985 - Niphargus asper G.Karaman, 1972 - Niphargus auerbachi Schellenberg - Niphargus bajuvaricus Schellenberg, 1932 - Niphargus balazuci Schellenberg, 1951 - Niphargus balcanicus Schäferna - Niphargus baloghi Dudich - Niphargus bihorensis Schellenberg - Niphargus birsteini Dedyu, 1963 - Niphargus bitoljensis S.Karaman, 1943 - Niphargus bodoni G.Karaman, 1985 - Niphargus boskovici S.Karaman, 1952 - Niphargus boulangei Wichers - Niphargus brevicuspis Schellenberg - Niphargus brevirostris Sket, 1971 - Niphargus brixianus Ruffo, 1937 - Niphargus bureschi Fage, 1926 - Niphargus burgundus Graf, 1968 - Niphargus buturovici S.Karaman, 1958 - Niphargus caelestis G.Karaman, 1982 - Niphargus canui G.Karaman, 1976 - Niphargus carcerarius G.Karaman, 1989 - Niphargus carpathicus Dobreanu, 1939 - Niphargus carsicus Straškraba, 1956 - Niphargus casimiriensis Skalski 1980 - Niphargus castellanus S.Karaman, 1960 - Niphargus cepelarensis S.Karaman, 1959 - Niphargus ciliatus - Niphargus corinae Dedyu, 1963 - Niphargus corsicanus Schellenberg - Niphargus costozzae Schellenberg, 1935 - Niphargus croaticus Jurinac, 1887 - Niphargus cubanicus Birstein, 1954 - Niphargus cvijici S.Karaman, 1950 - Niphargus dadicus Dancau, 1963 - Niphargus dandocai Benedetti, 1942 - Niphargus danielopoli G.Karaman, 1994 - Niphargus deelemanae G.Karaman, 1973 - Niphargus delamarei Ruffo, 1954 - Niphargus dimorphus Birstein, 1961 - Niphargus dobrogicus Dancau, 1964 - Niphargus dudichi Hanko - Niphargus duplus G.Karaman, 1976 - Niphargus effosus Dudich, 1943 - Niphargus elegans Garbini, 1894 - Niphargus enslini S.Karaman, 1932 - Niphargus eugeniae Derzhavin, 1945 - Niphargus fontanus Bate - Niphargus foreli - Niphargus forroi G.Karaman, 1986 - Niphargus galenae Derzhavin, 1939 - Niphargus gallicus Schellenberg - Niphargus galvagnii Ruffo, 1953 - Niphargus gebhardti Schellenberg, 1934 - Niphargus gineti Bou, 1965 - Niphargus glontii Behning, 1940 - Niphargus graecus S.Karaman, 1934 | - Niphargus gurjanovae Birstein, 1941 - Niphargus hadzii - Niphargus heberei Schellenberg, 1933 - Niphargus hercegovinensis S.Karaman, 1950 - Niphargus hoverlicus Dedyu, 1963 - Niphargus hrabei - Niphargus hungaricus Mehely, 1937 - Niphargus hvarensis S.Karaman, 1952 - Niphargus ictus G.Karaman, 1985 - Niphargus illidzensis Schäferna - Niphargus incertus Dobreanu, 1951 - Niphargus inclinatus G.Karaman, 1973 - Niphargus inopinatus Schellenberg - Niphargus ivokaramani G.Karaman, 1994 - Niphargus jalzici G.Karaman, 1989 - Niphargus jaroschenkoi Dedyu, 1963 - Niphargus jovanovici Karaman - Niphargus jugoslavicus G.Karaman, 1982 - Niphargus karamani Schellenberg - Niphargus kieferi Schellenberg, 1936 - Niphargus kochianus Bate - Niphargus komareki Karaman - Niphargus korosensis Dudich, 1943 - Niphargus krameri Schellenberg, 1935 - Niphargus kurdus Derzhavin, 1945 - Niphargus labacensis Sket, 1956 - Niphargus ladmiraulti Chevreux, 1901 - Niphargus laisi Schellenberg - Niphargus laticaudatus Schellenberg, 1940 - Niphargus latimanus Birstein, 1952 - Niphargus lattingerae G.Karaman, 1983 - Niphargus leopoliensis - Niphargus lindbergi S.Karaman, 1956 - Niphargus longicaudatus (Costa) - Niphargus longidactylus Ruffo, 1937 - Niphargus longiflagellum S.Karaman, 1950 - Niphargus lori Derzhavin, 1945 - Niphargus lunaris G.Karaman, 1985 - Niphargus macedonicus Karaman - Niphargus magnus Birstein, 1940 - Niphargus maximus S.Karaman, 1929 - Niphargus mediodanubialis Dudich, 1941 - Niphargus melticensis Dancau, 1973 - Niphargus microcerberus Sket, 1972 - Niphargus miljeticus Straskraba - Niphargus minor Sket, 1956 - Niphargus moldavicus Dobreanu, 1953 - Niphargus molnari Mehely, 1927 - Niphargus multipennatus Sket, 1956 - Niphargus naderini Alouf, 1972 - Niphargus nicaensis Isnard, 1916 - Niphargus ohridanus S.Karaman, 1929 - Niphargus orcinus (virei) Chevreux - Niphargus pachypus Schellenberg, 1933 - Niphargus pancici Karaman - Niphargus parenzani Ruffo, 1968 - Niphargus parvus S.Karaman, 1943 - Niphargus pasquinii Vigna-Taglianti, 1966 - Niphargus patrizii Ruffo, 1968 - Niphargus pavicevici G.Karaman, 1976 - Niphargus pectencoronatae Sket, 1990 - Niphargus pectinicauda Sket, 1971 - Niphargus pedemontanus Ruffo, 1937 - Niphargus pellagonicus S.Karaman, 1943 - Niphargus phreaticolus Motas, 1948 - Niphargus plateaui Chevreux, 1901 - Niphargus pliginskii Martynov, 1930 - Niphargus podgoricensis S.Karaman, 1934 - Niphargus poianoi G.Karaman, 1988 - Niphargus ponoricus Dancau, 1963 | - Niphargus potamophilus Birstein, 1954 - Niphargus pretneri Sket, 1959 - Niphargus pseudocaspius G.Karaman, 1982 - Niphargus pseudokochianus Dobreanu, 1953 - Niphargus pulevici G.Karaman, 1967 - Niphargus pupetta Sket, 1962 - Niphargus puteanus C.L.Koch, 1836 - Niphargus rajecensis Schellenberg - Niphargus rejici Sket, 1958 - Niphargus renei G.Karaman, 1986 - Niphargus rhenorhodanensis Schellenberg, 1937 - Niphargus rhodi S.Karaman, 1950 - Niphargus robustus Chevreux, 1901 - Niphargus romuleus Vigna-Taglianti, 1968 - Niphargus rostratus Sket, 1971 - Niphargus rucneri G.Karaman, 1962 - Niphargus ruffoi G.Karaman, 1976 - Niphargus salonitanus S.Karaman, 1950 - Niphargus sanctinaumi S.Karaman, 1943 - Niphargus schellenbergi Karaman - Niphargus schusteri G.Karaman, 1991 - Niphargus serbicus S.Karaman, 1960 - Niphargus setiferus Schellenberg, 1937 - Niphargus skopljensis - Niphargus smederevanus S.Karaman, 1950 - Niphargus smirnovi Birstein, 1952 - Niphargus somesensis Motas, 1948 - Niphargus speziae Schellenberg, 1936 - Niphargus sphagnicolus - Niphargus spinulifemur S. Karaman 1954 - Niphargus spoeckeri - Niphargus stankoi G.Karaman, 1974 - Niphargus stefanellii Ruffo, 1968 - Niphargus stenopus - Niphargus steueri Schellenberg, 1935 - Niphargus stochi G.Karaman, 1994 - Niphargus strouhali Schellenberg - Niphargus stygius Schiødte - Niphargus stygocharis Dudich, 1943 - Niphargus submersus Derzhavin, 1945 - Niphargus tamaninii Ruffo, 1953 - Niphargus tatrensis - Niphargus tauri Schellenberg, 1933 - Niphargus tauricus Birstein, 1961 - Niphargus tenuicaudatus Schellenberg, 1940 - Niphargus thermalis Dudich, 1941 - Niphargus thienemanni Schellenberg, 1934 - Niphargus thuringius Schellenberg - Niphargus timavi - Niphargus toplicensis Andreev, 1966 - Niphargus transitivus Sket, 1971 - Niphargus transsylvanicus Schellenberg, 1934 - Niphargus trullipes Sket, 1958 - Niphargus vadimi Birstein, 1961 - Niphargus valachicus - Niphargus vandeli Barbé, 1961 - Niphargus velesensis S.Karaman, 1943 - Niphargus virei Chevreux, 1896 - Niphargus vjeternicensis S.Karaman, 1932 - Niphargus vodnensis S.Karaman, 1943 - Niphargus vranjinae G.Karaman, 1967 - Niphargus wexfordensis G.Karaman, Gledhill & Holmes, 1994 - Niphargus wolfi Schellenberg, 1933 - Niphargus zorae G.Karaman, 1967 - Niphargus zvalanus S.Karaman, 1950 |